# Nannocharax rubrolabiatus
Nannocharax rubrolabiatus is een straalvinnige vissensoort uit de familie van de hoogrugzalmen (Distichodontidae). De wetenschappelijke naam van de soort is voor het eerst geldig gepubliceerd in 1995 door Van den Bergh, Teugels, Coenen & Ollevier.